# Lomcovák
Der Lomcovák (ausgesprochen: Lomzovak, Betonung auf der ersten Silbe, das á wird lang gesprochen) ist eine Kunstflugfigur für Motorflugzeuge, die gerne auf Flugschauen gezeigt wird. Der Lomcovák ist aber nicht im Aresti-Katalog enthalten, d. h., er ist keine Wettbewerbsfigur. Der Lomcovák wurde erstmals in den 1950er-Jahren von tschechischen Kunstflugpiloten gezeigt.

## Beschreibung
Der Lomcovák wird eingeleitet, indem in einer aufsteigenden Linie aus der Messerfluglage eine gestoßene Rolle eingeleitet wird. Das Flugzeug vollführt daraufhin spektakuläre gyroskopische Figuren um alle drei Achsen, die meist auch einen Überschlag nach vorne enthalten. Durch die auftretenden Kreiselkräfte werden Motor und Propeller extrem beansprucht.
Vom Lomcovák gibt es viele Varianten. Da die Figur nicht im Aresti-Katalog enthalten ist, gibt es auch keine klare Grenze, was noch als Variante des Lomcovák angesehen werden kann und was als neue Figur betrachtet werden muss.

## Einschätzung
Der Lomcovák spaltet die Kunstfluggemeinde in zwei Lager.
Das eine Lager behauptet, der Lomcovák könne nie wirklich kontrolliert werden. Nach der Einleitung sei der Pilot nur noch Passagier, bis sich das Flugzeug schließlich irgendwie im Rückentrudeln wiederfinde, welches dann normal ausgeleitet werde (ein Lomcovák endet immer im Rückentrudeln.) Da es unmöglich sei, die Einleitimpulse immer absolut gleich zu geben, und da nachher keinerlei Interventionsmöglichkeiten mehr bestünden, sei es auch unmöglich, den Lomcovák wirklich vorhersehbar zu fliegen. Kunstflug sei aber eben genau dadurch definiert, dass vorgegebene Figuren exakt und jederzeit kontrolliert geflogen werden, insofern mache der Lomcovák zwar Spaß, sei aber keine Kunstflugfigur im eigentlichen Sinn. Eric Müller vertritt in seinem Buch Flight unlimited diesen Standpunkt.
Das andere Lager widerspricht und behauptet, es sei durchaus möglich, den Lomcovák und seine Varianten vorhersehbar auszuführen. Die Kritiker würden das nur nicht beherrschen. Auch dieses Lager gibt aber zu, dass der Lomcovák nur von sehr wenigen Piloten wirklich beherrscht wird, und dass auf Flugschauen meistens tatsächlich reine „Zufallsfiguren“ geflogen würden. Neil Williams vertritt in seinem Buch Aerobatics diesen Standpunkt.

## Praxis
Beim Lomcovák spielen die Kreiselkräfte des Propellers eine große Rolle. Folglich kann er eigentlich nur mit Propellermaschinen geflogen werden. Wird das Flugzeug aber zuerst in eine schnelle Rotation um die Längsachse (also eine Rolle) versetzt, so wirkt das ganze Flugzeug als Kreisel, wodurch es möglich wird, auch mit Jets und sogar mit Segelflugzeugen Lomcovák-ähnliche Figuren zu fliegen. Bei Jets tritt bei solchen Figuren aber immer das Problem des Kompressor-Stalls und eines damit verbundenen Flammabrisses auf.
Die italienische Kunstflugstaffel Frecce Tricolori zeigt eine Art Lomcovák mit ihrem Düsenflugzeug Aermacchi MB 339.

## Herkunft der Bezeichnung
Als 1958 Ladislav Bezák in einer Flugschau in Brno Variationen des (bis dahin namenlosen) Lomcovák zeigte, fragte ein Journalist seinen Mechaniker, was denn das für Figuren seien. Dieser antwortete spontan und im Spaß, ob er denn den „Lomcovák“ nicht kenne. Seither wird diese Figur Lomcovák genannt (Quelle: Ladislav Bezák). Das tschechische Wort „Lomcovák“ leitet sich vom Verb lomcovat, rütteln, schütteln und könnte als „Rüttler“ übersetzt werden. Als Lomcovák wird im tschechischem ein starker Drink bezeichnet, der einen durchschüttelt.
- Beschreibung bei AcroSports